# Završe pri Grobelnem
Završe pri Grobelnem je naselje u slovenskoj Općini Šmarje pri Jelšahu. Završe pri Grobelnem se nalazi u pokrajini Štajerskoj i statističkoj regiji Savinjskoj. 

## Stanovništvo
Prema popisu stanovništva iz 2002. godine naselje je imalo 132 stanovnika.